# Geromancia
Geromancia es el nombre genérico de todas las especies de adivinación por medio de las diversas ofrendas hechas a los dioses y, principalmente, a las víctimas. 
Al principio, se sacaron las predicciones de sus partes externas, de sus movimientos, de sus entrañas y otras partes internas, de la llama de la hoguera que las consumía, y después se sacaron conclusiones de la harina, de las tortas, del agua, del vino, etc. 